# Kashyap Parupalli
Kashyap Parupalli (* 8. September 1986 in Vashi (Navi Mumbai), Indien) ist ein indischer Badmintonspieler.

## Karriere
Kashyap wurde bei der Singapur Super Series 2010 Dritter im Herreneinzel. Mit dem indischen Männerteam wurde er im gleichen Jahr Fünfter im Thomas Cup. Bei den Commonwealth Games 2010 gewann er Bronze im Herreneinzel und Silber mit der indischen Mannschaft.

## Sportliche Erfolge
| Saison | Veranstaltung           | Disziplin    | Platz | Name              |
| ------ | ----------------------- | ------------ | ----- | ----------------- |
| 2009   | Spanish International   | Herreneinzel | 2     | Kashyap Parupalli |
| 2009   | Smiling Fish            | Herreneinzel | 2     | Kashyap Parupalli |
| 2010   | Singapur Super Series   | Herreneinzel | 3     | Kashyap Parupalli |
| 2010   | India Open Grand Prix   | Herreneinzel | 3     | Kashyap Parupalli |
| 2010   | Thomas Cup              | Team         | 5     | Indien            |
| 2010   | Commonwealth Games      | Herreneinzel | 3     | Kashyap Parupalli |
| 2010   | Commonwealth Games      | Team         | 2     | Indien            |
| 2012   | India Open Grand Prix   | Herreneinzel | 1     | Kashyap Parupalli |
| 2014   | India Open Grand Prix   | Herreneinzel | 1     | Kashyap Parupalli |
| 2015   | Syed Modi International | Herreneinzel | 1     | Kashyap Parupalli |